# Winterville (Carolina del Nord)
Winterville és una població dels Estats Units a l'estat de Carolina del Nord. Segons el cens del 2000 tenia 8.586 habitants.

## Demografia
Segons el cens del 2000, Winterville tenia 4.791 habitants, 1.848 habitatges i 1.371 famílies. La densitat de població era de 755 habitants per km².
Dels 1.848 habitatges en un 38,6% hi vivien nens de menys de 18 anys, en un 53,6% hi vivien parelles casades, en un 17,5% dones solteres, i en un 25,8% no eren unitats familiars. En el 22,6% dels habitatges hi vivien persones soles el 7,6% de les quals corresponia a persones de 65 anys o més que vivien soles. El nombre mitjà de persones vivint en cada habitatge era de 2,57 i el nombre mitjà de persones que vivien en cada família era de 3,01.
Per edats la població es repartia de la següent manera: un 28% tenia menys de 18 anys, un 7,9% entre 18 i 24, un 34,3% entre 25 i 44, un 19,7% de 45 a 60 i un 10,2% 65 anys o més.
L'edat mediana era de 33 anys. Per cada 100 dones de 18 o més anys hi havia 79,6 homes.
La renda mediana per habitatge era de 37.230 $ i la renda mediana per família de 47.167 $. Els homes tenien una renda mediana de 36.004 $ mentre que les dones 30.000 $. La renda per capita de la població era de 19.810 $. Entorn del 10,3% de les famílies i l'11,6% de la població estaven per davall del llindar de pobresa.

## Poblacions més properes
El següent diagrama mostra les poblacions més properes.